# Белобоки зец
Белобоки зец или мексички зец (лат. Lepus callotis, енгл. Mexican hare) је сисар из реда двозубаца и фамилије зечева (Leporidae).

## Распрострањење
Врста је присутна у Мексику и у јужном делу државе Нови Мексико у Сједињеним Америчким Државама.
Популација ове врсте се смањује, судећи по расположивим подацима.

## Станиште
Белобоки зец има станиште на копну.

## Угроженост
Ова врста је на нижем степену опасности од изумирања, и сматра се скоро угроженим таксоном.